# Tiffany (Album)
Tiffany ist das Debütalbum der gleichnamigen US-amerikanischen Sängerin, das im August 1987 erschien.

## Entstehung und Veröffentlichung
Die Erstveröffentlichung von Tiffany erfolgte am 24. August 1987 bei MCA Records. Das Album erschien in seiner Originalausführung als CD (Katalognummer: 255 162-2) und LP (Katalognummer: MCA-5793) mit zehn Titeln. Es beinhaltet darunter mit I Saw Him Standing There (The Beatles) und I Think We’re Alone Now (Tommy James & the Shondells) zwei Coverversionen.
Geschrieben wurden die Lieder von verschiedenen, wechselnden Autoren. Für die Produktion aller Lieder zeichnete alleine George Tobin verantwortlich.

## Titelliste
1. Should’ve Been Me 3:39
2. Danny 4:00
3. Spanish Eyes 3:56
4. Feelings of Forever 3:52
5. Kid on a Corner 4:02
6. I Saw Him Standing There 4:12
7. Johnny’s Got The Inside Moves 3:20
8. Promises Made 4:50
9. I Think We’re Alone Now 3:47
10. Could’ve Been 3:30

## Besetzung
- Gesang: Tiffany Darwish
- Synthesizer: John Duarte, Steve Rucker
- Keyboard: John Duarte
- Piano: Steve Rucker
- Gitarre: Dann Huff, Carl Verheyen, Chuck Yamek
- Bassynthesizer: John Duarte
- Schlagzeug: Willie Arnelas

## Singleauskopplungen
| Jahr | Titel                    | Höchstplatzierung, Gesamtwochen/‑monate, AuszeichnungChartplatzierungen (Jahr, Titel, , Platzierungen, Wochen/Monate, Auszeichnungen, Anmerkungen) | Höchstplatzierung, Gesamtwochen/‑monate, AuszeichnungChartplatzierungen (Jahr, Titel, , Platzierungen, Wochen/Monate, Auszeichnungen, Anmerkungen) | Höchstplatzierung, Gesamtwochen/‑monate, AuszeichnungChartplatzierungen (Jahr, Titel, , Platzierungen, Wochen/Monate, Auszeichnungen, Anmerkungen) | Höchstplatzierung, Gesamtwochen/‑monate, AuszeichnungChartplatzierungen (Jahr, Titel, , Platzierungen, Wochen/Monate, Auszeichnungen, Anmerkungen) | Höchstplatzierung, Gesamtwochen/‑monate, AuszeichnungChartplatzierungen (Jahr, Titel, , Platzierungen, Wochen/Monate, Auszeichnungen, Anmerkungen) | Anmerkungen                                                             |
| Jahr | Titel                    | DE | AT | CH | UK | US | Anmerkungen                                                             |
| ---- | ------------------------ | --- | --- | --- | --- | --- | ----------------------------------------------------------------------- |
| 1987 | I Think We’re Alone Now  | DE14 (20 Wo.)DE | AT24 (½ Mt.)AT | CH10 (9 Wo.)CH | UK1 Platin · (13 Wo.)UK | US1 Platin · (24 Wo.)US | Erstveröffentlichung: August 1987 Original: Tommy James & the Shondells |
| 1987 | Could’ve Been            | — | — | — | UK4 (9 Wo.)UK | US1 (20 Wo.)US | Erstveröffentlichung: November 1987                                     |
| 1988 | I Saw Him Standing There | DE40 (6 Wo.)DE | — | — | UK8 (7 Wo.)UK | US7 (14 Wo.)US | Erstveröffentlichung: März 1988 Original: The Beatles                   |
| 1988 | Feelings of Forever      | — | — | — | UK52 (2 Wo.)UK | US50 (9 Wo.)US | Erstveröffentlichung: Juni 1988                                         |

## Rezensionen
Das Album bekam gemischte Kritik. Bryan Buss von Allmusic vergab 2,5 Sterne und meinte, dass es ein einigermaßen gelungenes Debüt für einen derart jungen Künstler wäre. Robert Christgau vergibt die Note B und meint, dass Beatlemaniacs Tiffanys Musik wohl gefallen würde.

## Kommerzieller Erfolg

### Chartplatzierungen
| ChartsChartplatzierungen       | Höchstplatzierung | Wochen |
| ------------------------------ | ----------------- | ------ |
| Deutschland (GfK)              | 37 (8 Wo.)        | 8      |
| Schweiz (IFPI)                 | 17 (6 Wo.)        | 6      |
| Vereinigte Staaten (Billboard) | 1 (69 Wo.)        | 69     |
| Vereinigtes Königreich (OCC)   | 5 (21 Wo.)        | 21     |

### Auszeichnungen für Musikverkäufe
| Land/Region                  | Auszeichnungen für Musikverkäufe (Land/Region, Auszeichnung, Verkäufe) | Verkäufe  |
| ---------------------------- | ---------------------------------------------------------------------- | --------- |
| Hongkong (IFPI/HKRIA)        | Platin                                                                 | 20.000    |
| Kanada (MC)                  | 5× Platin                                                              | 500.000   |
| Neuseeland (RMNZ)            | 3× Platin                                                              | 60.000    |
| Vereinigte Staaten (RIAA)    | 4× Platin                                                              | 4.000.000 |
| Vereinigtes Königreich (BPI) | Gold                                                                   | 100.000   |
| Insgesamt                    | 1× Gold · 13× Platin ·                                                 | 4.680.000 |